# 1251 Avenue of the Americas
1251 Avenue of the Americas je mrakodrap v New Yorku. Oficiálně se jmenuje Exxon Building. Je součástí Rockefellerova Centra a je jeho druhou nejvyšší stavbou hned po 30 Rockefeller Plaza. Má 54 pater a výšku 228,6 metrů.